# Maria Turzańska
Maria Turzańska (ur. 1878 w Berdiańsku, zm. 1957 w Jarosławiu) – polska pianistka.

## Życiorys
Urodziła się w 1878 w Berdiańsku nad Morzem Azowskim jako córka Henryka Turzańskiego i Parczeticz von Rakoczy. W 1895 ukończyła Konserwatorium Muzyczne w Wiedniu. Swe pierwsze tournée europejskie odbyła w 1893. W 1899 zamieszkała w Jarosławiu. W 1903 założyła jarosławską Szkołę Muzyczną im. Fryderyka Chopina, którą prowadziła do wybuchu II wojny światowej. Za ofiarność i odwagę w niesieniu pomocy rannym żołnierzom podczas I wojny światowej odznaczona została Złotym Krzyżem Zasługi.
W latach 1919–1939 oraz 1944–1957 radna Rady Miasta Jarosławia.
Zamężna od 1899 z Grzegorzem Jarosławem Turzańskim (zm. 1925). Rodzina Turzańskich mieszkała w Jarosławiu w willi przy ul. Kościuszki 12.
Maria Turzańska zmarła w 1957. Została pochowana na Starym Cmentarzu w Jarosławiu przy ul. Cmentarnej 1.

## Upamiętnienie
- W październiku 1993 odcinkowi ulicy pomiędzy ulicami: Głowackiego i Kilińskiego w Jarosławiu nadano się nazwę Marii Turzańskiej[2].
- Od 2012 w Jarosławiu organizowane są Chopinowskie Dni Muzyki Fortepianowej im. Marii Turzańskiej[3].
- W 2013 jej imię nadano Sali Lustrzanej w miejskim Centrum Kultury i Promocji mieszczącym się w kamienicy Attavantich przy ul. Rynek 5[4]